# Seekoppe
Seekoppe är en bergstopp i Österrike.   Den ligger i distriktet Liezen och förbundslandet Steiermark, i den centrala delen av landet, 180 km sydväst om huvudstaden Wien. Toppen på Seekoppe är 1 755 meter över havet.
Terrängen runt Seekoppe är bergig åt nordväst, men åt sydost är den kuperad. Närmaste större samhälle är Rottenmann, 12,7 km nordost om Seekoppe. 
I omgivningarna runt Seekoppe växer i huvudsak blandskog. Runt Seekoppe är det ganska glesbefolkat, med 42 invånare per kvadratkilometer.